# Hochwanner
Hochwanner este al doilea munte după Zugspitze ca înălțime din Germania, dacă vârful Schneefernerkopf (2.875 m) este considerat ca pisc secundar a lui Zugspitze. Insă muntele Hochwanner este cel mai înalt munte din masivul Wettersteingebirge. Muntele oferă turistului un peisaj încântător spre valea Rinului, a localității Leutasch din valea Gaistal și a muntelui Zugspitze.